# Regole del baseball
     ABSA - African Baseball & Softball Association in Africa
     COPABE - Confederación Panamericana de Béisbol in America
     BFA - Baseball Federation of Asia in Asia
     CEB - Confédération Européenne de Baseball in Europa
     BCO - Baseball Confederation of Oceania in Oceania

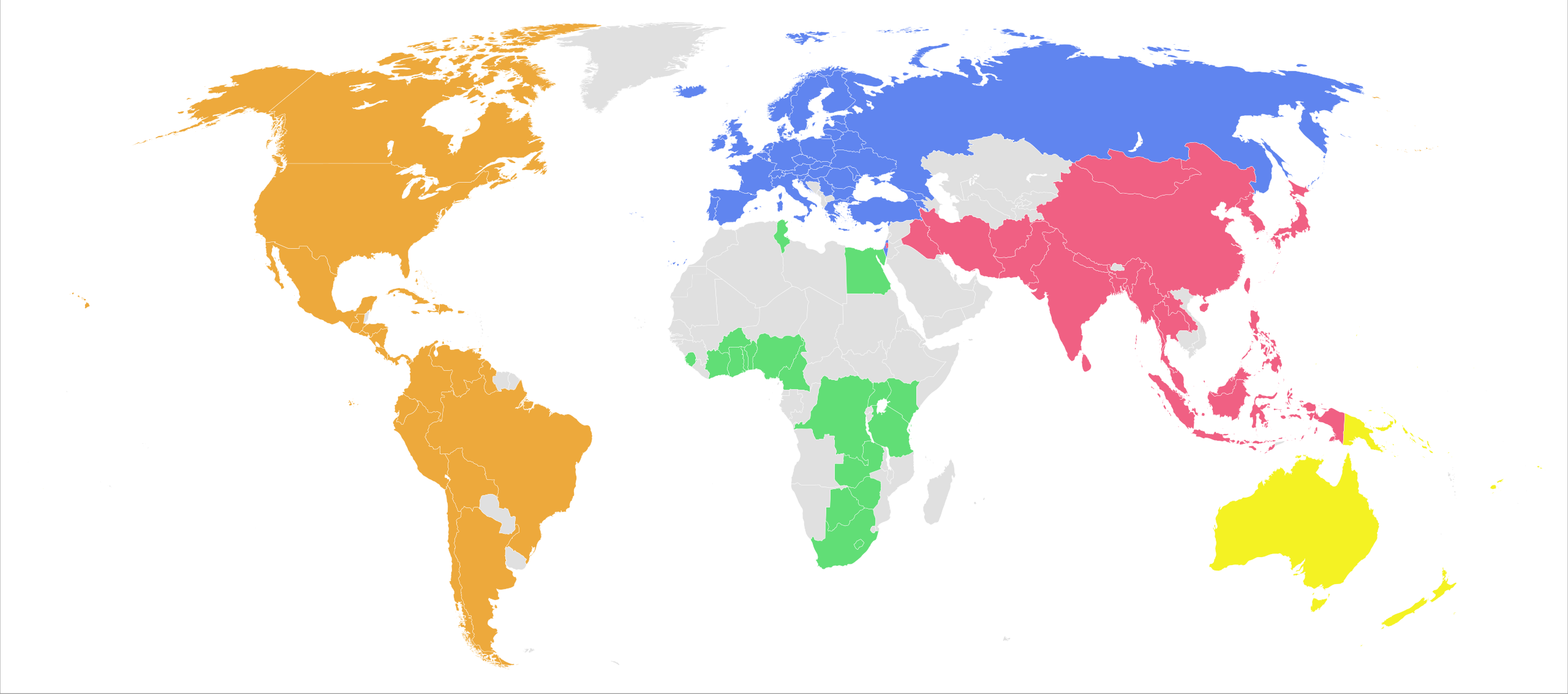
La mappa dei membri dell'IBAF divise in base alle federazioni:
ABSA - African Baseball & Softball Association in Africa
COPABE - Confederación Panamericana de Béisbol in America
BFA - Baseball Federation of Asia in Asia
CEB - Confédération Européenne de Baseball in Europa
BCO - Baseball Confederation of Oceania in Oceania

Le regole ufficiali del baseball regolano tutte le partite professionistiche negli Stati Uniti e in Canada, compreso il World Baseball Classic. Il regolamento completo viene pubblicato ogni anno sul sito mlb.com, il sito ufficiale della Major League Baseball; una versione cartacea viene pubblicata in Nordamerica da Sporting News. Molte leghe minori e dilettantistiche utilizzano il regolamento ufficiale apportando alcune modifiche. In Italia, il regolamento è pubblicato ogni anno sul sito ufficiale della Federazione Italiana Baseball Softball.
Un'altra versione leggermente modificata è utilizzata nelle competizioni organizzate dalla International Baseball Federation (IBAF), incluse le olimpiadi e il campionato mondiale di baseball, dalla maggior parte delle leghe fuori dal Nordamerica (come la Nippon Professional Baseball del Giappone), e dalle organizzazioni giovanili tra cui la Little League, New York-Penn League e Cal Ripken League.
Le regole della National Collegiate Athletic Association (NCAA) viene utilizzato per molte competizioni a livello collegiale.
Il baseball liceale degli Stati Uniti è gestito in base alle regole della National Federation of State High School Associations (NFHS).

## Storia
Nei primi anni dopo la creazione dello sport, in particolare alla fine del XIX secolo, le regole venivano cambiate quasi ogni anno, spesso con modifiche sostanziali. Alla fine degli anni '80 del 1800 venne redatta una regolamentazione simile a quella attuale che, comunque, subì varie modifiche fino alla fine del secolo.
Nel 1857, sotto le regole "Knickerbocker" che rimasero in vigore fino al 1872, venne adottato il formato a 9 inning, che rimpiazzava la regola precedente secondo cui la prima squadra a segnare 21 punti vinceva l'incontro. L'anno seguente, vennero riconosciuti gli strike chiamati e venne aggiunta la regola per cui un battitore viene eliminato se una palla, in territorio di foul o di gioco, veniva presa al volo o dopo un rimbalzo. Nel 1867 venne permesso al battitore di reputare un lancio troppo alto o troppo basso, lasciando la decisione finale all'arbitro.
Nel 1876 venne formata la National League. Nei successivi venticinque anni le sue regole vennero modificate quasi ogni anno. Nel 1880 un battitore veniva eliminato se il ricevitore prendeva il terzo strike; in caso contrario, il battitore aveva un quarto strike a disposizione. Prima del 1883, i lanciatori dovevano lasciare la palla quando la loro mano era al di sotto delle anche; in quell'anno la regola venne modificata per permettere di lanciare all'altezza della spalla. Fino al 1887, il battitore poteva reputare un lancio troppo alto o troppo basso e la zona di strike era o sopra o sotto la vita. Nel 1885 venne permesso di utilizzare delle mazze con un lato piatto; nel 1893 la norma venne modificata e le mazze dovevano essere rotonde. Nel 1887, venne rimossa la possibilità ai battitori di valutare un lancio e la zona di strike venne fissata tra le spalle e le ginocchia. Durante questo periodo, il monte del lanciatore era molto più vicino a casa base, le palle foul non erano contate come strike, i battitori avevano quattro strike e il numero di palle ball per uno strike passarono da 9 a 4 nel 1889; nello stesso anno, il numero di strike venne ridotto a 3. Nel 1892 venne adottato il calendario a 154 partite. Nel 1893 il monte del lanciatore venne spostato da 50 a 60.5 piedi da casa base. Dal 1894 le smorzate foul vennero contate come strike e venne adottata la Regola della volata interna (infield fly rule) con un'eliminazione. Nel 1895 le sprizzate foul vennero contate come strike, ma non le palle foul. Nel 1898 vennero adottate la regola del balk e le regole per le basi rubate. Nel 1901 la regola della volata interna venne estesa e applicata anche senza nessuna eliminazione.
A causa delle frequenti e spesso radicali modifiche al regolamento, l'"era moderna" generalmente si fa iniziare al 1901, quando venne formata l'American League.
Alcune modifiche significative vennero fatte nel primo quarto del XX secolo, ma con frequenza minore. Nel 1903, l'American League adottò la regola della palla foul come strike e nel 1907 venne adottata la regola della volata di sacrificio. Nel 1910 venne aggiunto un cuore di sughero alla palla e, nel 1925, la distanza minima per un fuoricampo venne fissata a 250 piedi.
Nel 1961 venne adottato il calendario a 162 partite. Nel 1996 il monte del lanciatore venne abbassato di cinque pollici e la zona di strike ridotta: tra i gomiti e la parte alta del ginocchio. Nel 1973 l'American League instaurò il ruolo del battitore designato; l'adozione di questa regola causò molte controversie. Nel 2022 anche la National League adottò il ruolo.

## Gioco

### Struttura generale

Diagramma di un Diamante

Il baseball è giocato tra due squadre di nove giocatori in campo. Sul campo da baseball, il gioco viene gestito da molti arbitri. Generalmente ce ne sono quattro nelle partite della MLB, ma possono arrivare a sei in base all'importanza della partita. Sul campo ci sono tre basi. Numerate in senso antiorario, la prima, la seconda e la terza sono cuscini (informalmente chiamate bags, "borse") quadrati di 38 cm (14,96 in) di lato, con uno spessore compreso tra 7,62 cm (3,00 in) e non superiore a 12,70 cm (5,00 in); assieme alla casa base, la "quarta" base, formano un quadrato di 27,43 m (89,99 ft) di lato chiamato diamante. Casa base è un pentagono in gomma, ricavato da un quadrato di 43,18 cm di lato cui sono stati rimossi due angoli; avrà così un lato di 43,18 cm, i due lati a esso adiacenti di 21,5 cm e i due lati rimanenti formeranno una punta e misureranno 30,48 cm.
Il campo da gioco è suddiviso in tre sezioni principali:
- il "campo interno", contenente le quattro basi, è delimitato dalle linee di foul e dalla divisione tra terra e erba;
- il "campo esterno" è l'area erbosa oltre il campo interno e delimitata dalle linee di foul e da un muro o una recinzione;
- il "territorio di foul" è l'intera area oltre le linee di foul.

Il monte del lanciatore è posto al centro del campo interno. È una collinetta di terra circolare di 5,5 m (18,04 ft) di diametro, di un'altezza non superiore ai 25,4 cm (10,00 in). Vicino al centro del monte c'è la pedana del lanciatore, una lastra di gomma bianca posizionata a 18,4 m (60,37 ft) da casa base. Il lanciatore deve avere un piede sulla pedana all'inizio del movimento di lancio, ma può lasciare la pedana una volta effettuato il lancio.
A livello collegiale e professionale, vengono giocate nove riprese (inning) in cui ciascuna squadra ha un turno alla battuta e tenta di segnare dei punti mentre l'altra squadra lancia e difende il campo. Le partite liceali si svolgono in sette inning e quelle della Little League in sei inning. Un inning è diviso in due metà in cui la squadra ospite batte nella metà superiore dell'inning (la prima) e la squadra di casa batte nella metà inferiore (la seconda). Le squadre si scambiano ogni volta che la squadra in difesa riesce a eliminare tre battitori della squadra in attacco. La squadra vincitrice è quella che ha messo a segno più punti dopo nove inning. Se la squadra di casa ha più punti dopo la prima metà del nono inning, la partita termina e non viene giocata la metà inferiore dell'inning. In caso di pareggio, vengono giocati altri inning fino a che una delle due squadre risulta vincitrice alla fine di un inning. Se la squadra di casa segna un punto che le permette di vincere nella metà inferiore del nono inning, o di qualsiasi inning aggiuntivo, la partita termina e la squadra di casa si aggiudica la vittoria.

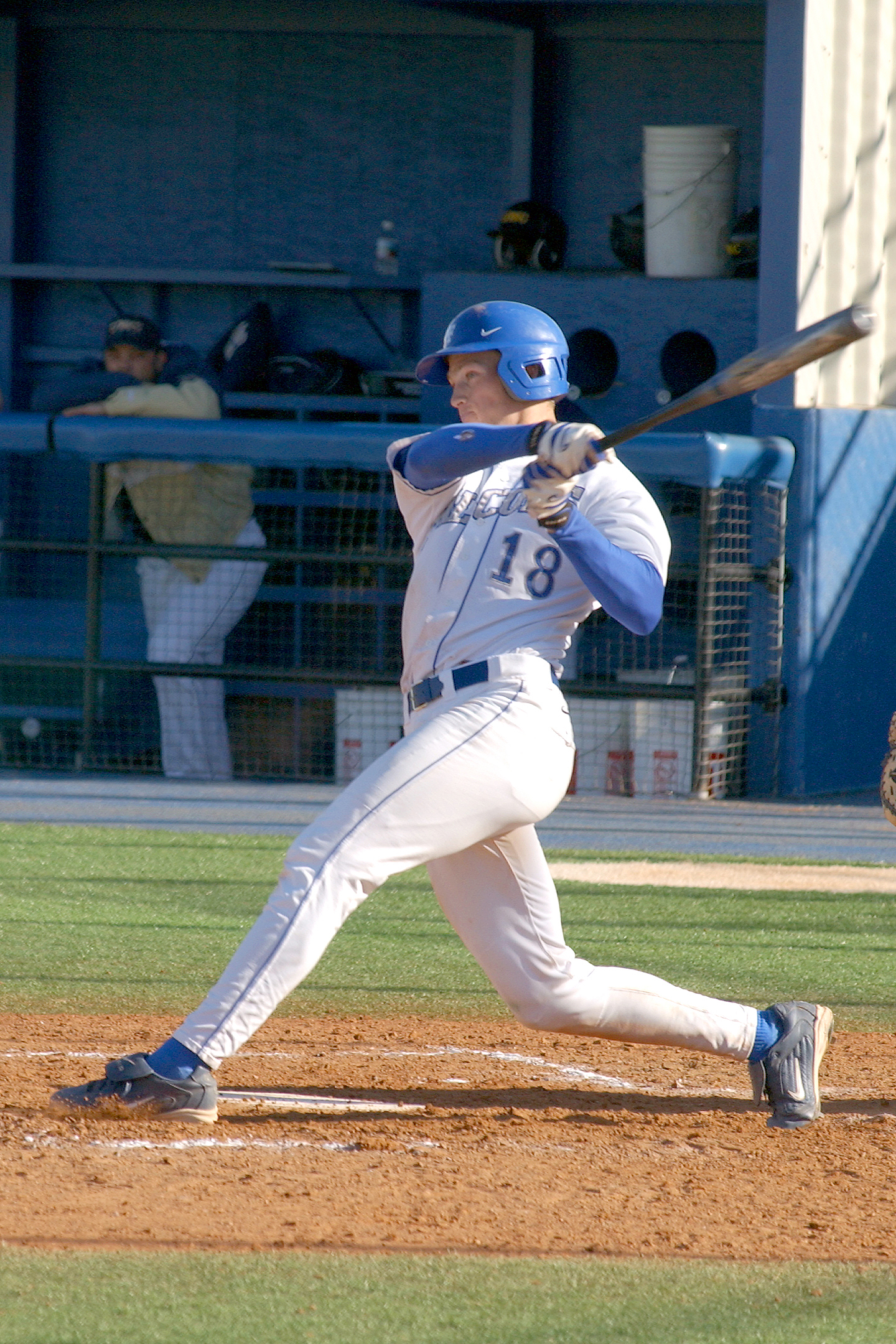
Un battitore dopo aver effettuato uno swing.

Il contesto base è sempre tra il lanciatore della squadra in difesa e il battitore. Il lanciatore lancia la palla verso casa base dove il ricevitore della squadra in difesa attende, stando accucciato, di riceverlo. Dietro il ricevitore c'è l'arbitro di casa base. Il battitore sta in uno dei box del battitore e tenta di colpire la palla con una mazza. Il lanciatore deve avere un piede in contatto con la pedana del lanciatore durante l'intero lancio. Il ricevitore deve prendere ogni lancio che il battitore non riesce a colpire e "chiamare" il gioco con una serie di movimenti delle mani per segnalare al lanciatore che tipo di lancio effettuare; inoltre segnala al lanciatore dove lanciare la palla nella zona di strike posizionando il guantone come bersaglio.
Durante ogni mezzo inning, lo scopo della squadra in difesa è eliminare tre giocatori dell'altra squadra. Un giocatore eliminato deve lasciare il campo e aspettare il proprio turno di battuta. Ci sono molti modi per eliminare un battitore o un corridore; quelle più comuni sono prendere una palla al volo, toccare un corridore mentre si ha la palla in mano, eseguire un'eliminazione forzata o tramite strikeout. Dopo l'eliminazione di tre giocatori, la metà dell'inning è terminata e le squadre si scambiano il ruolo.
Lo scopo della squadra in attacco è mettere a segno più punti della squadra avversaria; un giocatore deve battere una palla valida, diventare un corridore, toccare tutte le basi (durante una o più giocate) e toccare infine casa base. Un giocatore può diventare corridore entrando in gioco come sostituto corridore. Lo scopo di ogni battitore è permettere ai corridori di segnare un punto o diventare un corridore a sua volta. Il battitore tenta di colpire la palla mandandola in territorio valido–tra le linee di foul–in modo che i difensori non possano eliminare alcun corridore. In generale, il lanciatore tenta di evitare questo lanciando la palla in modo che il battitore non riesca a colpirla bene o non riesca a colpirla del tutto.
Un corridore che riesce a raggiungere casa base dopo aver toccato tutte le basi senza essere eliminato segna un punto. In un campo circondato da muri o recintato, se una palla valida oltrepassa il muro al volo è un fuoricampo, che permette al battitore e a tutti i corridori sulle basi di tornare a casa base e segnare un punto. Su un campo con i pali di foul, una palla che colpisce il palo e poi oltrepassa il muro è un fuoricampo. Un fuoricampo effettuato con tutte le basi occupate viene chiamato grand slam.

### Squadra difensiva

Le posizioni difensive sul diamante

La squadra difensiva tenta di impedire ai corridori di segnare punti. Ci sono nove posizioni difensive, ma solo due hanno una posizione fissa: il lanciatore e il ricevitore. Gli altri sette giocatori non hanno una posizione fissata dalle regole, ma devono essere in campo di gioco e non possono trovarsi nello spazio tra il lanciatore e il ricevitore. I difensori spesso modificano la propria posizione in base al battitore o alla situazione di gioco; inoltre, possono scambiarsi le posizioni in qualsiasi momento del gioco.
Le nove posizioni più comuni (con il numero utilizzato per le statistiche, stabilito da Henry Chadwick) sono: lanciatore (1), ricevitore (2), prima base (3), seconda base (4), terza base (5), interbase (6), esterno sinistro (7), esterno centrale (8) ed esterno destro (9). Il battitore designato non fa parte della difesa.

#### La batteria
La batteria è composta dal lanciatore e dal ricevitore. Questi sono i due difensori che hanno sempre a che fare con il battitore ad ogni lancio, da cui il termine "batteria" coniato da Henry Chadwick.
Il ruolo principale del lanciatore è lanciare la palla verso casa base con l'obiettivo di eliminare il battitore. Il lanciatore ha anche il compito di difendere il campo dopo che è stata battuta una valida e coprire le basi. Il ruolo principale del ricevitore è prendere il lancio se il battitore non riesce a colpirlo. Insieme al lanciatore e all'allenatore il ricevitore sceglie la strategia di gioco indicando al lanciatore che lancio effettuare e spostando la posizione degli altri difensori. I ricevitori sono anche responsabili della difesa vicino a casa base (in situazioni come il terzo strike non preso o un lancio pazzo) e delle giocate dei lanciatori, la più comune quando un giocatore avversario tenta di rubare una base.

#### Gli interni
I quattro interni sono "prima base", "seconda base", "interbase" e "terza base". Originariamente, prima seconda e terza base giocavano molto vicino alle rispettive basi, mentre l'interbase si occupava dell'area tra seconda, terza base e lanciatore. Con l'evolversi del gioco, le posizioni sono cambiate fino ad assumere una forma ad ombrello, in cui prima e seconda base sono sulla linea tra prima base e seconda base, mentre interbase e terza base sono tra la seconda base e la terza base.

#### Gli esterni
I tre esterni, "esterno sinistro", "esterno centrale" ed "esterno destro", sono nominati in base alla prospettiva del ricevitore.

#### Strategia difensiva

##### Lancio

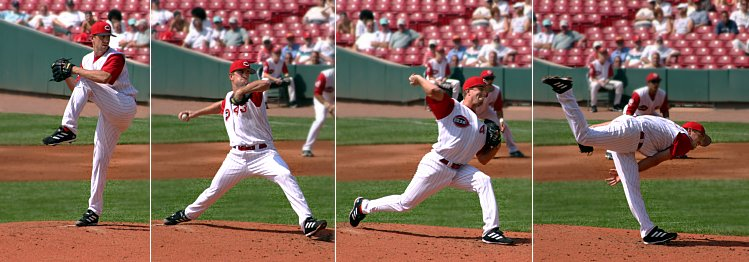
Tipico movimento di un lanciatore destrimano

Una partita generalmente è costituita da centinaia di lanci; tuttavia molti lanciatori si stancano prima di raggiungere questo livello. Precedentemente, i lanciatori giocavano per nove inning fino a quattro volte la settimana. Con l'avanzare delle ricerche mediche e un miglior conoscenza del corpo umano, i lanciatori partenti tendono a lanciare per una frazione di gioco ogni cinque giorni.
In un gioco servono più lanciatori, perciò, dopo il lanciatore partente, vengono messi in campo i lanciatori di rilievo. I lanciatori vengono sostituiti anche durante le giocate e le regole non stabiliscono un numero di lanciatori messi in campo da una squadra. Se una partita arriva oltre il nono inning, la squadra potrebbe esaurire tutto il bullpen. In questo caso, viene utilizzato un giocatore dalla panchina. Nei primi anni del baseball, le squadre avevano meno giocatori e i lanciatori di rilievo erano relativamente inusuali; il lanciatore partente rimaneva in campo per tutta la partita, a meno che non si infortunasse o venisse giudicato inefficace dall'allenatore.

##### Strategia di campo

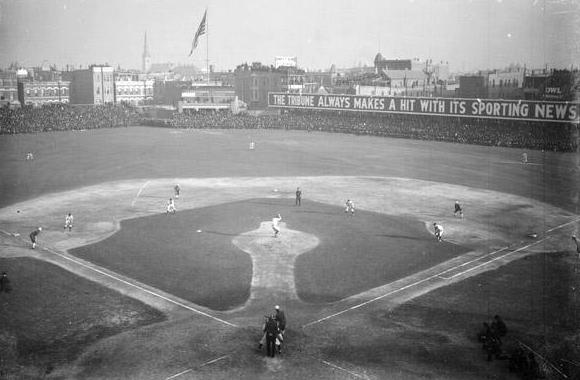
1906 World Series. Gli interni spostati verso l'interno aspettano una probabile smorzata.

Siccome le uniche posizioni fisse sono quella del lanciatore e quella del ricevitore, gli altri giocatori in campo si spostano in base alla strategia scelta dall'allenatore o dal ricevitore; la strategia viene scelta in base a vari fattori, tra cui il numero di eliminati, il numero di ball e strike sul battitore, il numero e la velocità dei corridori, il tipo di lancio effettuato e l'inning in corso.

### Squadra in battuta

#### Battitori e corridori
Lo scopo della squadra in battuta è quello di segnare dei punti. Per fare ciò, la squadra manda in campo nove battitori, seguendo un determinato ordine di battuta, nel box di battuta. L'ordine di battuta è impostato all'inizio della partita e le modifiche sono molto limitate; le sostituzioni devono essere comunicate agli arbitri, che devono annunciarla ad avversari e pubblico.
Un turno in battuta del giocatore è definito "apparizione al piatto". I battitori hanno sette metodi per avanzare alla prima base: una battuta valida (H) o una base su ball (B) sono i due più comuni; essere colpiti dal lanciatore (HBP), raggiungere la base su un errore avversario (E) oppure su scelta della difesa (FC); i due casi più rari sono il raggiungimento della prima base su un'interferenza (I) o dopo una palla mancata (passed ball, PB) su uno strikeout. Quando il battitore colpisce la palla, deve correre verso la prima base e può continuare o fermarsi su una qualsiasi base a meno che non venga eliminato. Una battuta valida viene conteggiata se il battitore riesce a raggiungere una base: se raggiunge solo la prima base ottiene un singolo, raggiungere la seconda è chiamata doppia e raggiungere la terza è una tripla; una valida che permette al battitore di toccare tutte le basi nella stessa giocata e segnare un punto è un fuoricampo (sia che la palla sia volata oltre il muro oppure no; nel secondo caso si parla di "fuoricampo all'interno dello stadio"). Una volta che il battitore ha conquistato una base, può tentare di avanzare in qualsiasi momento, ma non è obbligato a farlo a meno che il battitore o un altro corridore lo scalza dalla base (effettuando una "giocata forzata"). Una volta che il battitore comincia a correre verso casa base, deve lasciare cadere la mazza a terra.
In base al modo in cui la palla viene colpita, la giocata assume nomi differenti:
- "volata" (fly ball) se, una volta battuta, disegna un ampio arco sopra il campo[9]
- "rimbalzante" (ground ball) se tocca o rimbalza sul terreno di gioco[10]
- "palla tesa" (line drive) se vola direttamente verso un difensore senza toccare terra[11]

Quando una palla battuta tocca il terreno oltre le linee di foul è una palla foul e il battitore e i corridori devono tornare alle proprie basi.
Quando i corridori si fermano su una base o sono stati eliminati, la palla torna al lanciatore e un nuovo battitore inizia il proprio turno in battuta. Dopo che la squadra difensiva elimina tre attaccanti, i ruoli vengono invertiti. Al successivo turno in attacco della squadra, l'ordine di battuta riprende da dove si era interrotto.
Quando un corridore raggiunge casa base, segna un punto e non è più un corridore. Deve lasciare l'area di gioco fino a che non è nuovamente il suo turno in battuta. Un giocatore può toccare tutte le basi solo una volta durante il proprio turno in battuta e, quindi, non può segnare più di un punto per ogni turno.
Nella American League, nella Pacific League e in entrambe le leghe cubane c'è un decimo giocatore, denominato battitore designato, che sostituisce il lanciatore in battuta.

#### Battuta
Ogni apparizione al piatto consiste in una serie di lanci. Dopo il lancio, il battitore deve decidere se effettuare uno swing con la mazza per colpire la palla oppure no. Il battitore può anche decidere di tenere la mazza con due mani sopra a casa base per tentare di colpirla leggermente, effettuando un bunt.
Su ogni lancio, se il battitore effettua uno swing e manca la palla, gli viene assegnato uno strike. Se il battitore non effettua lo swing, l'arbitro di casa base deve giudicare se la palla è passata nella zona di strike. Se la palla, o parte di essa, attraversa la zona, viene chiamato uno strike; in caso contrario vien chiamato un ball.
Se il battitore colpisce la palla, ma non riesce a mandarla in territorio valido–creando una "palla foul"—gli viene assegnato uno strike, a meno che non abbia già due strike; una palla foul con due strike non ha alcuna conseguenza. Se la palla foul è causata dopo una smorzata e sono già stati assegnati due strike al battitore, questo viene eliminato per strikeout. Se una palla foul viene presa al volo prima che tocchi il terreno, il battitore viene eliminato. Se il battitore riesce a colpire la palla, ma questa continua verso il guantone del ricevitore e viene presa al volo dal ricevitore, è una sprizzata foul (foul tip) e viene contata come un normale strike.
Quando vengono chiamati tre strike, è uno "strikeout" e il battitore è automaticamente eliminato a meno che la palla non venga presa al volo dal ricevitore; questo caso viene definito palla mancata: se succede, il battitore può tentare di arrivare in prima base se ci sono già state due eliminazioni o se la prima base non è occupata, ma può essere eliminato lanciando la palla in prima base o toccandolo con la palla.
Con quattro ball, viene chiamato una base su ball e il battitore diventa un corridore e avanza fino alla prima base. Se un lancio tocca il battitore, l'arbitro dichiara un hit by pitch (HBP) e il battitore avanza alla prima base, a meno che l'arbitro determini che la palla era all'interno della zona di strike quando ha colpito il battitore o che il battitore non ha cercato di evitare la palla. Se il battitore tenta di colpire una palla che poi lo colpisce, viene chiamato uno strike. Se la muffola del ricevitore, la maschera del ricevitore o una qualsiasi parte del corpo del ricevitore entra i contatto con il battitore mentre questi effettua uno swing, il battitore avanza verso la prima base per "interferenza del ricevitore".

#### Corsa sulle basi
Quando il battitore diventa un corridore e ha raggiunto la prima base, si dice che è "su" quella base fino a che tenta di avanzare verso la base successiva, fino a che viene eliminato o fino a che termina l'inning. Per essere salvo, un corridore deve raggiungere la base prima della palla. I corridori sulla seconda o terza base vengono considerati come "in posizione di punto".

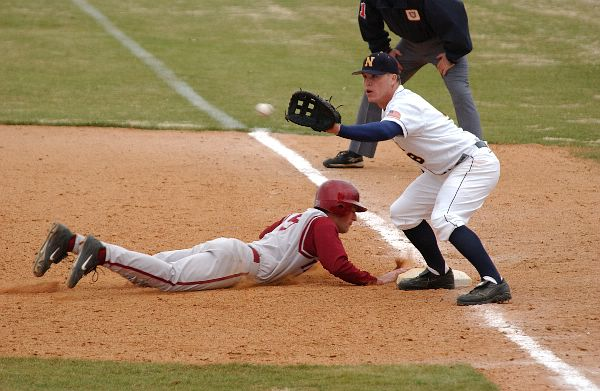
Tentativo di pick-off su un corridore (in rosso) alla prima base

Un corridore che tocca una base è "salvo" e non può essere eliminato. I corridori possono tentare di avanzare sulle basi in ogni momento (tranne quando c'è una palla morta), ma devono avanzare quando obbligati (giocata forzata) perché le basi precedenti sono occupate e viene battuta una palla rimbalzante. Quando viene battuta una palla volante che viene presa al volo dai difensori, i corridori devono tornare a toccare la base che occupavano al momento del lancio. Se il corridore tocca la base di origine dopo che la palla è stata presa, può tentare di avanzare verso la base successiva alla propria. Se il corridore non riesce a toccare la base d'origine ma è già avanzato, può essere eliminato dalla squadra difensiva lanciando o portando la palla alla base di origine del corridore.
Mentre un corridore corre verso la base successiva, può essere eliminato in due modi: venendo toccato dal difensore con la palla o arrivare alla base dopo che vi è stata lanciata una palla. Il corridore non può prendere una base occupata da un difensore che ha la palla in mano.
Le basi possono essere occupate da un solo corridore alla volta.
I corridori possono tentare di avanzare, o rubare una base, mentre il lanciatore si sta preparando per un lancio o mentre aspetta il lancio di ritorno dal ricevitore dopo un lancio. Il lanciatore, invece di effettuare un lancio verso casa base, può tentare di evitare che il corridore rubi la base lanciando la palla verso un interno, in modo che questi possa toccare il corridore con la palla; la giocata, se ha successo, viene denominata pick-off. Il lanciatore può anche lanciare molto lontano dalla zona di strike, in modo che il ricevitore può tentare di eliminare il corridore lanciando la palla sulla base che sta rubando; questa giocata si chiama "pitchout". Se il corridore viene toccato mentre tenta di rubare la base viene eliminato perché "colto rubando" (caught stealing). Un tentativo non regolare da parte del lanciatore viene chiamato balk, e permette a tutti i corridori di avanzare di una base senza poter essere eliminati.

### Inning e definizione del vincitore
In un inning entrambe le squadre hanno un turno in attacco e uno in difesa, con la squadra ospite in attacco prima della squadra di casa. Una partita della Major League si sviluppa su nove inning. La squadra che ha il maggior numero di punti al termine dei nove inning è la vincitrice. Se a metà del nono inning la squadra di casa è in vantaggio o se va in vantaggio durante la metà inferiore del nono inning, il gioco termina e la squadra di casa è la vincitrice.
Se alla fine del nono inning entrambe le squadre hanno lo stesso punteggio, si giocano altri inning fino a che una delle due squadre non riesce a raggiungere il vantaggio e vincere la partita. In teoria, una partita di baseball potrebbe non finire mai; in pratica, viene terminata quando entrambe le squadre non hanno più sostituzioni a disposizione.

### Sostituzioni
Ogni squadra può effettuare una sostituzione ogni volta che la palla è morta. Un battitore che rimpiazza un battitore viene definito "sostituto battitore" (pinch hitter); similmente, un "sostituto corridore" (pinch runner) può essere utilizzato come sostituto di un corridore. Un giocatore che rimpiazza un altro giocatore durante due inning, o mentre la squadra è in difesa, è detto "sostituto difensivo". Un lanciatore che rimpiazza il lanciatore partente è detto lanciatore di rilievo.
Tutti i rimpiazzi sono sostituzioni permanenti e il giocatore rimpiazzato non può tornare in gioco.

#### Il lanciatore come battitore e il battitore designato
I lanciatori si specializzano nei lanci e, in genere, sono i battitori meno prestanti di una squadra. Quindi, spesso, viene utilizzato un sostituto battitore quando è il turno in battuta del lanciatore. Una volta che la squadra torna in difesa, il sostituto battitore viene rimpiazzato da un lanciatore di rilievo.
Molte leghe accettano la figura del battitore designato (designated hitter), istituito dalla American League della Major League Baseball nel 1973. Un battitore designato è un giocatore il cui compito è battere al posto del lanciatore (o, in alcune leghe, se il lanciatore è un buon battitore, battere al posto in un battitore più debole). Questa non è considerata una sostituzione, ma una posizione effettiva, sebbene solo d'attacco. Un battitore designato non gioca in difesa e può rimanere in attacco indipendentemente dalla sostituzione del lanciatore. Se il battitore designato viene messo in campo come sostituto durante la partita, la squadra perde il battitore designato e il lanciatore prende il posto alla battuta del giocatore sostituito.